# Carrick Felix
Carrick Felix, né le 17 août 1990 à Las Vegas, Nevada, est un joueur américain de basket-ball. Il évolue au poste d'arrière.

## Carrière Universitaire
Carrick Felix fait ses premières classes au sein de l'équipe de Millennium High School à Phoenix. Il permet a son équipe de remporter le championnat d'État lors de sa saison senior et le championnat de la ligue lors de sa saison junior. En tant que senior, il est nommé joueur de la ligue de l’année ainsi que MVP du championnat d’État durant la saison 2009-2010 avec des statistiques de 19,7 points, 13,2 rebonds et 1,5 interception par match.
Il rejoint en 2010 l'équipe universitaire des Sun Devils d'Arizona State

## Carrière professionnelle
Carrick Felix est drafté en 33e position en 2013 par les Cavaliers de Cleveland.
Le 20 août 2013, il signe un contrat avec l'équipe de l'Ohio. Durant son année rookie, il fait plusieurs aller-retour en D-League chez les Charge de Canton.
Le 22 juillet 2014, il est envoyé chez le Jazz de l'Utah avec un second tour de la draft 2015 et de l'argent contre John Lucas III, Erik Murphy et Malcolm Thomas. Le 27 octobre 2014, le Jazz coupe Felix.
Le 1er novembre 2014, il est sélectionné en 4e position par les Warriors de Santa Cruz en D-League. Le 4 décembre 2014, il est coupé par les Warriors en raison d'une très grave blessure au genou. Il ne joue plus pendant presque deux ans pour se soigner.
En octobre 2016, il rejoint les Nets de Long Island en D-League avec qui il effectue toute la saison 2016-2017.
Après avoir participé à la NBA Summer League avec les Wizards de Washington, il intègre alors l'effectif de la franchise de la capitale pour la saison. En novembre 2017, il est coupé par les Wizards.
En décembre 2017, il rejoint les Melbourne United pour remplacer Casey Prather qui vient de se blesser. En février 2018, il n'est plus dans l'effectif de Melbourne au retour de blessure de Casey Prather mais reste néanmoins au sein du club qui prépare les phases finales de la saison. Il remporte le championnat avec Melbourne en fin de saison.
En juin 2018, il rejoint les Wizards pour la Summer League.

## Clubs successifs
- 2013-2014 :  Cavaliers de Cleveland (NBA)
- 2013-2014 :  Charge de Canton (D-League)
- 2014 :  Warriors de Santa Cruz  (D-League)
- 2016-2017 :  Nets de Long Island (D-League)
- 2017-2018 :  Melbourne United (NBL)